# 長友郁真
長友 郁真（ながとも いくま、1993年〈平成5年〉5月9日 - ）は日本の俳優である。愛知県出身で、所属事務所はジャングル。2019年8月から2024年2月、劇団ハイバイが岩井秀人のソロユニットになるまで所属していた。

## 経歴・人物
1993年、愛知県岡崎市出身。特技は野球、水泳、トランペット。

## 出演

### 舞台
- シス・カンパニー公演「今ひとたびの修羅」(2013年4月5日 - 29日 新国立劇場 中劇場、演出：いのうえひでのり）[4]
- シス・カンパニー公演「ドレッサー」（2013年6月28日 - 7月28日 世田谷パブリックシアター、作：ロナルド・ハーウッド、演出：三谷幸喜）- 劇団員[4]
- シス・カンパニー公演「かもめ」（2013年9月4日 - 10月9日 Bunkamuraシアターコクーンほか、演出：ケラリーノ・サンドロヴィッチ）- 使用人[5]
- ハイバイ五反田団合同公演「新年工場見学会2015」（2015年1月2日 - 4日 アトリエヘリコプター、演出：岩井秀人）[4]
- あやめ十八番本公演「長井古種日月」（2015年4月9日 - 14日 d-倉庫（東京都）、演出：堀越涼）[6]
- 劇作家協会講習会『別役を待ちながら』あやめ十八番「向こう横丁のお稲荷さん」（2015年8月9日 座・高円寺2、演出：堀越涼）[4]
- 劇団子供鉅人「重力の光」（2015年12月3日 - 2016年1月19日 近鉄アート館（大阪府）ほか、作・演出：益山貴司）[7]
- 劇団子供鉅人番外企画ピンク・リバティvo1「艶やかなマチルダ」（2016年3月4日 - 3月6日 キッド・アイラック・アート・ホール、演出：山西竜矢）[8]
- 「マハゴニー市の興亡」（2016年9月6日 - 22日 神奈川県 KAAT神奈川芸術劇場 ホール、作：ベルトルト・ブレヒト、作曲：クルト・ヴァイル、構成・演出：白井晃）[9]
- ハイバイ「ワレワレのモロモロ 東京編」（2016年12月10日 - 23日 東京都 アトリエヘリコプター、構成・演出：岩井秀人）[10]
- KAAT神奈川芸術劇場プロデュース「春のめざめ」（2017年5月5日 - 6月11日 KAAT神奈川芸術劇場 大スタジオほか、構成・演出：白井晃）- オットー、ヘルムート[11]
  - KAAT神奈川芸術劇場プロデュース「春のめざめ」（2019年4月13日 - 5月12日 KAAT神奈川芸術劇場 大スタジオ他、構成・演出：白井晃）[12]
- シス・カンパニー公演「ローゼンクランツとギルデンスターンは死んだ」（2017年10月30日 - 11月26日 世田谷パブリックシアター、演出：小川絵梨子）[13]
- ハイバイ「て」（2018年8月18日 - 9月23日 東京芸術劇場 シアターイースト他、作・演出：岩井秀人）- 葬儀屋[14]
- ハイバイ「ワレワレのモロモロ 東京編2」（2020年4月16日 - 5月6日 東京都 すみだパークギャラリーささや、構成・演出：岩井秀人）※COVID-19感染状況ならびに予防対策のため全公演延期[15]
- シス・カンパニー公演「友達」（2021年9月3日 - 10月10日 東京都 新国立劇場 小劇場ほか、作：安部公房　演出：加藤拓也）- 警官 役[16]
- ピンク・リバティ「とりわけ眺めの悪い部屋」（2021年11月10日 - 14日 東京都 浅草九劇、作・演出：山西竜矢）- 一郎 役[17]
- ピンク・リバティ「みわこまとめ」（2024年8月29日 - 9月8日 東京都 浅草九劇、作・演出：山西竜矢）- 沼田ほか[18]
- テアトロコントvol.70 ハトのフン「あの頃、僕らは純文学だった」（2024年9月27日・28日 東京都 ユーロライブ、作・演出：木村聡志）[19]
  - ハトのフン「あの頃、僕らは純文学だった」（再演）（2024年12月2日 青山 月見ル君想フ、作・演出：木村聡志）[20]
- GORCH BROTHERS PRESENTS「極めてやわらかい道」（2025年3月20日 - 30日 東京都 本多劇場、作：松居大悟、潤色・演出：川名幸宏）[21]
- パルコ・プロデュース2025「先生の背中～ある映画監督の幻影的回想録～」（2025年6月8日 - 7月20日〈予定〉、東京都 PARCO劇場ほか、作:鈴木聡、演出:行定勲）[22]

### テレビドラマ
- 絶景探偵。 Season2 第2話（2017年10月14日、福島中央テレビ）- 野田伸男 役[23]
- 過ちスクランブル 第1話・第5話（2017年11月19日・12月17日、フジテレビTWO・フジテレビTWOsmart / 2018年10月8日・11月5日、フジテレビ）　- インテリアショップ店員 役[24]
- 神酒クリニックで乾杯を 第5話（2019年2月16日、BSテレ東 / 5月6日、テレビ東京）- 開発 役[4]
- NHK総合連続テレビ小説
  - なつぞら 北海道十勝編（2019年4月1日 - 5月18日）- 石川和男 役[25]
  - おかえりモネ 第48話 - 第72話（2021年7月21日 - 8月24日）- ディレクター益田 役[4]
- ランウェイ24 第1話（2019年7月7日、朝日放送テレビ他）- 大貫隆行 役[26]
- 僕はまだ君を愛さないことができる（2019年7月15日、FOD / 2019年7月16日 - 12月10日、フジテレビ）- 富田林猛（会社・同僚）役[27]
- エ・キ・ス・ト・ラ!!! 第5話（2020年2月14日、関西テレビ）- マー君 役[4]
- コタキ兄弟と四苦八苦 第7話（2020年2月22日、テレビ東京）- 中村 役[28]
- 映像研には手を出すな!」第貳・參・陸話（2020年4月13日・20日・5月11日、毎日放送他）- 号外部部長 初号 役[29]
- レンタルなんもしない人 第4話（2020年4月30日、テレビ東京）- 依頼人 金子 役[4]
- 教場II 前編・後編（2021年1月3日・4日、フジテレビ）- 初任科短期過程第200期 矢野一誠 役[30]
- 青きヴァンパイアの悩み 第1話（2021年2月8日、TOKYO MX）- 歯医者 役[31]
- 神様のカルテ」第2夜（2021年2月22日、テレビ東京）- 若い頃の古狐先生（内藤鴨一）役[32]
- 生きるとか死ぬとか父親とか 第1話（2021年4月10日、テレビ東京）- 団地の若い夫婦 穂村拓海 役[33]
- お耳に合いましたら。 第4話（2021年8月6日、テレビ東京）[4]
- ライオンのおやつ 最終話（2021年8月15日、NHK BSプレミアム）- 同僚 役[34]
- NHK大河ドラマ
  - 青天を衝け 第29回・第30回（2021年10月3日・10日）- 岡本健三郎 役[35]
  - どうする家康（2023年）- 五奉行 長束正家 役[3]
- グラップラー刃牙はBLではないかと考え続けた乙女の記録ッッ」第1話・第2話・第6話・第7話（2021年8月20日・27日・9月24日・10月1日、WOWOWプライム）- 配達員役[36]
- うきわ -友達以上、不倫未満- 第4話・第6話（2021年8月30日・9月13日、テレビ東京）- 社員 役[4]
- 最愛 第9話（2021年12月10日、TBSテレビ）- 記者 役[37]
- 真夜中にハロー! 第2話（2022年1月21日、テレビ東京）- 松居 役
- ユーチューバーに娘はやらん! 第3話（2022年1月31日、テレビ東京）- 松山リョウ 役[38]
- 水曜NEXT! Around the Corner「だるっ!」（2022年3月16日、フジテレビ）- 浅草ディレクター 役[39]
- ふたりのウルトラマン（2022年3月26日、NHK BS4K / 4月28日、NHK総合（沖縄・九州地区）/ 5月2日、NHK BSプレミアム）- 脚本家 役[40]）
- 量産型リコ -プラモ女子の人生組み立て記- 第4話（2022年7月22日、テレビ東京）- 嶋田 役[41]
- 拾われた男 LOST MAN FOUND 第5話（2022年7月24日、NHK BSプレミアム、Disney+ / 11月8日、NHK総合）- 助監督 役[42]
- 石子と羽男-そんなコトで訴えます?-」事案01（2022年7月15日、TBSテレビ）- 車販売会社営業 川合明久 役[43]
- ロマンス暴風域 第4話（2022年7月27日、毎日放送・TBS）- 佐藤の友人 役[44]
- 闇金ウシジマくん外伝 闇金サイハラさん 第3話（2022年9月28日、dTV・Netflix / 10月5日、毎日放送・TBSテレビ）- 若者 役[45]
- 七人の秘書スペシャル（2022年10月2日、テレビ朝日）- 和田 役[4]
- 真相は耳の中 File2「自由山崎」（2022年10月29日、テレビ東京）- 書道家のマネージャー 今野工 役[46]
- エルピス-希望、あるいは災い- 第6話・第8話 - 最終話（2022年11月28日・12月12日-26日、関西テレビ・フジテレビ）-『ニュース8』ディレクター 役[47]
- 親愛なる僕へ殺意をこめて 第6話（2022年11月9日、フジテレビ）- 警官 役
- 私のシてくれないフェロモン彼氏（2022年11月16日 - 2023年1月18日、TBSテレビ）- イラストレーター・才原陽平 役[48]
- 三千円の使いかた（2023年1月7日 - 2月25日、東海テレビ・フジテレビ）- 田中賢二 役[49]
- ギバーテイカー 第1話（2023年1月22日、WOWOW）- 記者 役[50]
- 100万回 言えばよかった（2023年1月13日 - 3月17日、TBSテレビ）- 神奈川県警先浜警察署捜査員 中村大知 役[51]
- こっち向いてよ向井くん 第4話 - 第6話（2023年8月2日 - 16日、日本テレビ系）- サークル仲間 役[52]
- ギフテッド」Season1 第5話（2023年9月9日、東海テレビ）- コンビニの店長 日高孝宏 役[53]
- 大奥 シーズン2 第11回（2023年10月3日、NHK総合） - 大奥の中の御半下 役[4]
- きのう何食べた? season2 第2話（2023年10月14日、テレビ東京）- 渡辺達也 役[54]
- NHKスペシャル 未解決事件 File.10「下山事件」（2024年3月30日、NHK総合）[55]
- しょせん他人事ですから〜とある弁護士の本音の仕事〜 第2話・第3話・最終話（2024年7月26日・8月9日・9月13日、テレビ東京）- 荻原大地 役[56]
- 3000万 最終話（2024年11月23日、NHK総合）- 警察官 役[57]
- 嘘解きレトリック 第8話（2024年11月25日、フジテレビ）- 駅員・古屋 役[58]
- 海に眠るダイヤモンド 第6話（2024年12月1日、TBSテレビ）- IKEGAYA社員 役[59]
- 秘密〜THE TOP SECRET〜 第4話（2025年2月17日、関西テレビ）- 検査技師 役[60]
- NHKスペシャル 創られた“真実”ディープフェイクの時代（2025年3月18日、NHK総合）- 高山 役[61]
- 日本一の最低男 ※私の家族はニセモノだった 第10話（2025年3月20日、フジテレビ）- 動画配信者 役[62]
- 『福岡恋愛白書20 〜スイーツメモリーズ〜』（2025年3月28日、九州朝日放送）- 大庭太郎 役[63]
- イグナイト -法の無法者- 第9話（2025年6月13日、TBS） - 野々村 役[64]

### 配信ドラマ
- 東京女子図鑑 第1話 （2016年12月16日、Amazon Prime Video）- 集者 役[4]
- 東京ヴァンパイアホテル 第1話（2017年6月16日、Amazonプライム・ビデオ）[4]
- 山岸ですがなにか 第1話（2017年7月2日、Hulu）- 山本 役[4]
- やれたかも委員会 第5話 誘う女編（2018年2月24日、AbemaTV）[4]
- 紺田照の合法レシピ（2018年3月6日 - 4月24日、Amazon Prime Video） - 御子乃宮介 役[65]
- DISH//の恋するドラマディッシュ（2018年7月14日、AbemaTV）※【DISH03 オフィス】に出演[66]
- 追いかけてキス Season1 第4話（2019年3月6日、Twitter、Instagram、YouTube）- 進学塾の先生・横山草介 役[67]
- 夫のちんぽが入らない 第2話（2019年3月20日、FOD・Netflix）- コンビニ店員 役[4]
- 東京ラブストーリー（2020年4月29日 - 6月3日、FOD・Amazon Prime Video / 2021年10月13日 - 12月22日、フジテレビ系）- 男性社員・友井 役[68]
- 資生堂 MAQuillAGE ショートフィルム「Touching」（2021年9月15日、YouTube） - 警備員 役[69]
- 東京、愛だの、恋だの 第3話（2021年9月18日、Paravi）[31]
- ショート・プログラム 最終話「Dreamer」（2022年3月14日、Amazon Prime Video）- 山崎 役[70]
- EVOL（イーヴォー）〜しょぼ能力で、正義を滅ぼせ。〜 第3話（2023年11月17日、DMM TV）- 警備員・井上 役[71]
- 御手洗家、炎上する 第6話（2023年7月13日、Netflix）- テレビ局スタッフ 寺西智也 役[72]
- 地面師たち 第1話（2024年7月25日、Netflix）- 石黒 航大(司法書士) 役 ※ゲスト出演[73]

### 映画
- ラブ&ピース（2015年6月27日、監督：園子温）[4]
- ライチ☆光クラブ（2016年2月13日、監督：内藤瑛亮）[74]
- 帝一の國（2017年4月29日、監督：永井聡）- 2年1組ルーム長 安達豊 役[65]
- 過ちスクランブル（2017年10月28日、監督：川村清人）- インテリアショップ店員 役[24]
- 東京ヴァンパイアホテル 映画版（2017年11月、監督：園子温）[4]
- オーディション（2018年7月20日、監督：長部洋平） - 夫 役　※短編映画、2018年那須ショートフィルムフェスティバルほか[75][76]
- 東京ブラフ（2018年7月28日、監督：カワシマナオト、ひかりTV、ひかりTVチャンネル、ひかりTVチャンネル+）- カメラマン 役[4]※短編映画
- スマホ落としただけなのに（2018年11月2日公開、監督：中田秀夫）[32]
- ハード・コア（2018年11月23日、監督：山下敦弘）- 若い男 役[4]
- ギャングース（2018年11月23日、監督：入江悠）- サラリーマン男 役[77]
- 春待つ僕ら（2018年12月14日、監督：平川雄一朗）[4]
- アボカドの固さ（2020年9月19日、監督：城真也）[78]
- おいしい家族（2019年9月20日、監督：ふくだももこ）- ビストロ店員 役[79]
- 羊とオオカミの恋と殺人（2019年11月29日、監督：朝倉加葉子）- 大学生 役[4]
- 来夢来人（2019年製作、監督：若葉竜也）[80]※短編映画、第15回山形国際ムービーフェスティバル2019[81]、福井映画祭13TH[82]、SKIPシティ国際Dシネマ映画祭2020[83]、ええじゃないかとよはし映画祭2020[84]、第14回下北沢映画祭[85]ほか
- アンダードッグ（2020年11月27日、監督：武正晴）- 芸人（宮木の取り巻き）役[32]
- 望み（2020年10月9日、監督：堤幸彦）- 梅本克彦 役[65]
- 劇場（2020年7月17日、監督：行定勲）- 不動産屋 役[4]
- スパゲティコード・ラブ（2021年11月26日、監督：丸山健志）[86]
- ずっと独身でいるつもり?（2021年11月19日、監督：ふくだももこ）- 長尾 役[87]
- 猿楽町で会いましょう（2021年6月4日、監督：児山隆）- 片岡康平 役[88]
- 嘘喰い（2022年2月11日、監督：中田秀夫）[32]
- ラストマイル（2024年8月23日、監督：塚原あゆ子）- 配達員 役[89]
- ルノワール（2025年6月20日、監督：早川千絵）[90]
- そこにきみはいて（2025年11月28日公開予定、監督：竹馬靖具）[91]
- ひとりたび（2025年公開予定、監督：石橋夕帆）- 守野優一 役[92]

### バラエティ
- ゴッドタン「マジギライ1/5 アルコ&ピース平子編」（2019年10月6日、テレビ東京）[93]
- ゴッドタン「第2回 芸人マジ芝居選手権」劇団ひとり「くもりときどき因数分解」（2019年10月27日、テレビ東京）- 対策本部助手 役[4]
- 悲→喜カメ ポジティブになるための自分を操る究極の超スゴいズームバック思考法（2021年10月23日、NHK）[94]
- ロッパグラム 転生したら戦時中の喜劇王だった件（2021年12月28日、NHK)[95]
- ゴッドタン オヤジの落とし方発表会（2022年12月18日、テレビ東京）- 担任教師 役[4]
- ゴッドタン 第10回 私の落とし方発表会（2023年6月18日、テレビ東京）- 新人小説家 小田蓮 役[96]

### ラジオ
- 青春アドベンチャーオーディオドラマ「＜あの絵＞のまえで」最終回「聖夜」（2020年12月25日、NHK FM）[97]
- FMシアター「遺体を捜す人たち」（2022年11月26日、NHK FM）主演・早川陽希 役[98]
- 青春アドベンチャーオーディオドラマ「夜に星を放つ」第1回・第2回「真夜中のアボカド」（2023年7月31日・8月1日、NHK FM）- 村瀬君 役[99]

### CM
- りそな銀行 Visaデビットカードキャンペーン（2016年）- 大学生役[4]
- キリンビバレッジ「午後の紅茶」 エスプレッソティーラテ（2016年10月）[100]
- UR賃貸住宅「URであーる。4つのナシ」篇（2016年12月）[4]
- 大原学園「リアルスタディ」篇[4]
- 森永製菓 「ハイチュウ」ハイチュウプレミアム「もちもち」篇（2017年3月）[101]
- キッコーマン 調製豆乳「朝の豆乳（夫婦）」篇（2018年3月）[4]
- JCB Apple Pay「ロッククライミング」篇（2018年4月）[102]
- GeekOut_WEBムービー「ギーコン」篇（2018年5月） ※WEBムービー[103]
- Gatebox プロモーションムービー 「乾杯」（2018年7月） ※WEBムービー[104]
- 日立ハイテクノロジーズ あなたと社会とサイエンスの、いい関係「産業システム」編「電子デバイスシステム」編「科学・医用システム」編、「先端産業部材」編（2018年8月）[105]
- Y!mobile「宇宙より4000万の皆さまへ」篇（2018年12月）[4]
- 全労済「7才の交通安全プロジェクト」
- サントリー -196℃ ストロングゼロ〈瞬感シリーズ〉「あ、気持ちが」篇（2019年4月）[4]
- NTTドコモ
  - d CARD Apple Pay 使わないの?「興味なさげなサラリーマン」篇「謎の声 VS まだ使ってない人たち」篇[4]
  - ドコモスポーツくじ「やる？やらない？」篇（サッカーver.）（2022年）※Web CM[4]
- 東京ガス「母のチーズケーキ」篇（2019年10月）- 新郎・一郎 役[106]
- 出前館 「いそがしい人へ」篇（2019年12月）[4]
- Netflix
  - 「セックス・エデュケーション」[4]
  - 「地面師たち」「この狭い国で」篇（2024年8月） ※タクシーアド ナレーション[107]
- 武蔵野銀行「埼玉のいいところ、10個お願いします」篇 ※ラジオCM[4]
- ノートン™ ダークウェブ モニタリング（2020年6月）[4]
- 麒麟麦酒 キリン一番搾り
  - 「満島ひかり　ベランダビアガーデン」篇（2020年7月）[108]
  - 「満島ひかり　年末買い出し篇」（2023年12月）[109]
- Geekly「MATCHING篇」[110]
- LIXIL「おうち時間を幸せに ver3」（2021年4月）[111]
- アサヒ飲料「ウィルキンソン」年末 WEBムービー（2021年12月）※Web CM[112]
- セブン-イレブン「いい日になあれ 2022」（2022年1月）[4]
- あんしん財団「あれもこれも篇」（2022年1月）[4]
- Activision Blizzard Japan[4]
- Z会「自分で学ぶ力」篇（2022年）[4]
- 株式会社ラック「スマホアプリ開発者の悪夢」編（2022年2月）[4]
- 株式会社ショーケース おもてなしSuite「入力フォーム」篇「チャットツール」篇（2022年6月）[4]
- パナソニックエアコン「エオリア アプリ」 焦る会社員 篇（2022年6月）[113]
- パナソニック ホームズ 賃貸住宅CM「持続資産の賃貸住宅」篇（2022年6月）[114]
- ZENB JAPAN ブランドムービー ZENBヌードル 「今日を満たそう。」（2022年10月）※Web CM[115]
- 価格.com「家族で楽しいスピーカー」篇「趣味で使うアクションカメラ」篇（2023年2月）[116]
- 鈴鹿サーキットパーク「うごかせ、いどむココロ」篇（2023年3月）[117]
- ベネッセ こどもちゃれんじ「トイトレはじまる篇」（2023年）[4]
- NewDays「運命の出会いって、とっても甘いんです。」篇（2023年9月）[118]
- 第一三共ヘルスケア ミノン 肌とやさしさの物語「新米ママパパ」篇（2023年9月）[119]
- 日本郵政グループCM「ご近所散歩中・進化する銀行篇」（2023年10月）[4]
- 株式会社明治 明治プロビオヨーグルトLG21「胃の負担対策　知ってました」篇（2023年10月）[120]
- Nintendo Switch 2023冬（2023年11月）[4]
- 三井住友カード「見えないカードと経理の王様」（2023年12月）[4]
- MOTA車買取「高額査定の理由」編（2024年1月）[4]
- かどや製油「想いのリレー」篇（2024年1月）[121]
- 株式会社ヤプリ「稲垣部⻑とヤプリユナイト」篇（2024年1月）[122]
- スカパー!「プロ野球2024公式戦徹底中継」篇（2024年3月）[123]
- ヤマト運輸 カーボンニュートラル配送「やさしい」・「本気」・「新しい常識」篇（2024年6月）[124]
- ミスタードーナツ「せーので、おいしくなった！ポン・デ・リング」編（2024年7月）[125]
- オンデーズ いい顔になろう。「結婚式」篇　（2024年11月）[126]
- 三幸製菓 「3月 雪の宿」篇（2025年4月）[127]

### MV
- ドラマストア「ラブソングはいらない」（監督：オカダトウイチロウ、2019年9月）[128]
- DISH//「SAUNA SONG」（監督：Takahito Matsuno (maxilla)、2020年3月）[129]
- KANA-BOON 「日々」（監督：山岸聖太、2024年12月）[130]
- ん・フェニ 「日々」（監督：杉山弘樹、2025年4月）[131]

### 雑誌
- シアターガイド「わたしの今月」2017年4月号～9月号[65]